# Hipoacusia neonatal
La hipoacusia neonatal es la pérdida de capacidad auditiva en los niños de cuatro semanas o menos.

## Detección precoz.
Se estima que cinco de cada mil recién nacidos presenta problemas de audición. En los primeros días de vida del niño ya es posible valorar la capacidad autiditva mediante pruebas sencillas y que no acarrean molestia alguna para el bebé. Se realizan cuando el bebé están tranquilo e incluso se puede realizar mientras el bebé está dormido. Para valorar la capadicad autiditva de los bebés se utiliza la técnica de Potenciales Evocados Auditivos de Tronco Cerebral Automatizados (PEATC-A), especial para recién nacidos. Únicamente es necesario colocar unos sensores en los oídos, bien unos auriculares sobrepuestos en las orejas o bien un pequeño dispositivo en el conducto externo de cada oído. 
Por ello la importancia de la realización de pruebas "tamizaje en bebes" recién nacidos,  estas pruebas se realizan entre las 48 horas de nacido y los 6 meses de edad, para determinar la salud auditiva del bebe, de esta manera se permite el diagnóstico y la detención temprana de enfermedades. Suelen llevarse a cabo en la propia Maternidad del centro hospitalario donde fue el alumbramiento antes del alta del recién nacido. En todo caso es recomendable que sea realizada en el primer mes de vida.

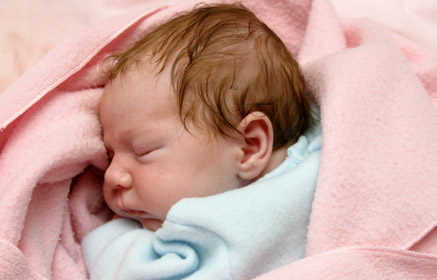
Bebé neonato.

Si el recién nacido pasa esta prueba, indica que la audición del niño no está alterada en el momento de la exploración. Cuando el niño no pasa la prueba no necesariamente muestra la existencia de una disfunción auditiva, en estos casos será necesario acudir a los especialistas en Otorrinolaringología para hacerle nuevas pruebas y confirmar o descartar la existencia de problemas auditivos, antes de los tres meses de vida. Aún pasando la prueba, los niños con antecedentes de riesgo de hipoacusia debieran acudir a los especialistas de Otorrinolaringología para realizar un seguimiento.
Es muy importante valorar la audición de los bebés porque niños con hipoacusia requieren estimulación auditiva precoz para la adquisición del lenguaje oral, para potenciar el aprendizaje del niño y mejorar su comunicación.

## Causas.
El déficit auditivo se presenta a veces en los recién nacidos debido a problemas de salud o por causas genéticas (antecedentes hereditarios).
Entre las posibles causas que dependen de la salud del bebé se pueden citar, el nacimiento prematuro, el nacimiento con bajo peso, los problemas en el parto, infecciones del bebé. Y hay también hipoacusias causadas por problemas de salud de la madre durante el embarazo como infecciones o toma de medicamentos.
Cuando haya antecedentes de sordera familiar es importante que los padres recuerden e informe de estos datos al profesional sanitario. Ciertas situaciones están relacionadas con mayor riesgo de que el bebé pueda desarrollar hipoacusia a lo largo del tiempo, aun cuando no sea detectada precozmente, en estos casos es recomendable el seguimiento por especialistas de Otorrinolaringología.

## Seguimiento y tratamiento.
A los tres meses de vida pueden realizarse otras pruebas que confirmarán o descartarán la existencia de una alteración auditiva en el niño. Estas pruebas son siempre recomendables en niños que no hayan superado las pruebas de detección precoz y en niños con antecedentes familiares.
Durante la primera infancia también pueden darse episodios de pérdida auditiva, por ello la audición del niño deberá vigilarse durante toda la infancia valorando cualquier pérdida aunque sea leve o temporal, consultando con el pediatra para identificar y tratar su causa y evitar dificultades en la etapa madurativa.
La mayoría de los niños al nacer oyen sin dificultad pero durante el crecimiento pueden presentar pérdidas auditivas, a veces transitorias, que se pueden observar por la falta de respuesta a algunos o todos los sonidos o por retraso al aprender a hablar.
Es beneficioso identificar a los recién nacidos que presentan hipoacusia para que se realicen las pruebas pertinentes y se establezca un diagnóstico exacto, y a partir de ese momento reciban cuanto antes la ayuda auditiva y logopédica que les facilite el desarrollo del lenguaje.
En los casos en que se diagnostique una alteración auditiva a partir del sexto mes de vida se iniciará el tratamiento médico y de estimulación más adecuado para el niño, siempre en función del diagnóstico médico de los profesionales. La familia del niño también debe recibir información y orientación para poder colaborar eficazmente en la atención especial que requerirá el niño con problemas auditivos.

## Desarrollo de la audición y el lenguaje del bebé.
La siguiente tabla representa la edad promedio a la que la mayoría de los niños dominan algunas destrezas relativas a la recepción de los sonidos y el desarrollo del lenguaje. No hay que olvidar que cada niño se desarrolla a su ritmo y los valores medios son sólo orientativos. La tabla puede servir de ayuda para la valoración del desarrollo de la audición y el lenguaje en los bebés desde el nacimiento hasta los tres años de edad.
| Edad              | Hitos |
| ----------------- | --- |
| 0 - 3 meses       | - Se sobresalta o despierta ante ruidos repentinos o fuertes. - Modifica la succión o tiene reflejos de parpadeo ante los ruidos.                                                                                                 |
| 3 - 6 meses       | - Se traquiliza ante la voz de los padres, sobre todo de la madre. - Gira la vista y la cabeza hacia los ruidos. - Se entretiene con juguetes sonoros. - Deja de jugar y busca la fuente de los sonidos.                          |
| 6 - 9 meses       | - Le gustan los juguetes musicales. - Juega emitiendo sonidos con entonaciones. - Dice ma-pa-ta y comienza el balbuceo. |
| 12 - 15 meses     | - Presta atención a su nombre. - Empiezan a tener significado sus palabras. - Comprende la palabra no. - Imita sonidos. - Puede expresar 4 o 5 palabras.                                                                          |
| 18 meses - 2 años | - Conoce y utiliza un vocabulario expresivos de unas 20 a 50 palabras. - Hace frases de dos o más palabras. - Identifica los objetos comunes. - Usa su nombre.                                                                    |
| 3 - 4 años        | - Conoce un vocabulario expresivo de alrededor de 500 palabras y utiliza oraciones de 4 o 5 palabras. - La mayoría de los niños utiliza ya una forma de hablar inteligible para los demás. - Denomina las imágenes de los libros. |

## Recomendaciones preventivas.
- La mayoría de los problemas auditivos tiene una solución satisfactoria tratándose precozmente.
- El tratamiento precoz de un problema auditivo es fundamental para evitar la dificultad en el desarrollo del lenguaje y la comunicación del niño, incidiendo en su calidad de vida.
- Los tratamientos son múltiples: farmacológicos, quirúrgicos, adaptación de audífonos, implantes auditivos internos, y deben acompañarse siempre de estimulación logopédica y educativa.
- Acudir al pediatra o al otorrinolaringólogo cuando se sospecha que existe un problema auditivo. Algunos síntomas reveladores pueden ser: en edades tempranas ver que el niño no reacciona ante los estímulos sonoros; más adelante observar que el niño presenta dificultades para entender una conversación o es necesario repetir las palabras con frecuencia.
- Se debe realizar el seguimiento y control de la audición del niño durante todo su desarrollo.